# Allan Ekelund
Kristian Allan Ekelund född 16 januari 1918 i Örebro,  död 4 september 2009 i Vaxholm, var en svensk produktionsledare, regiassistent och inspelningsledare.
Ekelund anställdes vid Svensk Filmindustri 1941.

## Filmografi
- 1950 - Till glädje

## Producent i urval
- 1964 - För att inte tala om alla dessa kvinnor
- 1964 - 491
- 1963 - Tystnaden
- 1963 - Nattvardsgästerna
- 1962 - Älskarinnan
- 1961 - Såsom i en spegel
- 1961 – Briggen Tre Liljor
- 1960 - På en bänk i en park
- 1960 - Djävulens öga
- 1960 - Jungfrukällan
- 1959 - Bara en kypare
- 1958 - Ansiktet
- 1957 - Smultronstället
- 1957 - Det sjunde inseglet
- 1956 – Den hårda leken
- 1956 - Sista paret ut
- 1956 - Sjunde himlen
- 1955 - Ljuset från Lund
- 1955 - Sommarnattens leende
- 1954 - En lektion i kärlek
- 1953 – Ingen mans kvinna
- 1953 - Glasberget
- 1953 - Sommaren med Monika
- 1952 - Kvinnors väntan
- 1952 – Möte med livet
- 1951 - Sommarlek
- 1950 - Till glädje
- 1947 - Skepp till India land